# Viksjöleden
Viksjöleden, trafikled inom Järfälla kommun, Stockholms län. Leden byggdes ut etappvis på 1970- och 80-talen och går genom Jakobsberg, Viksjö och Veddesta, där den ansluter till E18.